# Film+
Film+ – węgierski kanał telewizyjny nadający filmy. Został uruchomiony w 2003 roku.